# Marco Túlio Décula
Marco Túlio Décula (em latim: Marcus Tullius Decula) foi um político da gente Túlia da República Romana eleito cônsul em 81 a.C. com Cneu Cornélio Dolabela, durante a ditadura de Lúcio Cornélio Sula.

## Carreira
Segundo as fontes antigas, seu consulado foi apenas nominal, pois Sula detinha todo o poder em suas mãos. Não se sabe mais nada sobre ele, exceto que foi filho de um "Marco Túlio" e neto de um "Aulo Túlio". Certamente era um aliado dos optimates de Sula, o vencedor da recém-acabada guerra civil.